# 1957年4月30日日食
1957年4月30日日食是一次日環食，發生於1957年4月30日（北美洲和欧洲的部分日偏食區域大多為4月29日）。新月當天（即朔日），地球上觀測到月球和太阳的角距離極小，此時月球如果恰好在月球交點附近，穿過太阳和地球之間，與地球、太阳接近一直線，則會出現日食。月球穿過太阳和地球之間，但距地球較遠，本影未能接觸地表，而使偽本影覆蓋的區域內看到月球的角直徑小於太陽，就形成日環食，同時在偽本影兩側數千公里的半影範圍內形成日偏食。此次日環食經過了苏联和斯瓦尔巴，日偏食則覆蓋了亚洲中東部、北美洲西北部及周邊部分地區。

## 日食概況

### 出現區域
此次日全食發生時，月影軸線未經過地球，僅從地球南端以外掠過，偽本影擦過苏联喀拉海、巴倫支海沿岸地區（今屬俄罗斯）到挪威非建制地區斯瓦尔巴群島最南端的熊島之間的區域。
偽本影經過的陸地依次包括：
- 苏联：俄罗斯苏维埃联邦社会主义共和国（今俄罗斯）科米蘇維埃社會主義自治共和國（今科米共和国）北部、涅涅茨自治區中部偏東、阿尔汉格尔斯克州的新地岛西南半部；
- 斯瓦尔巴：熊島。[3][4]

除了上述極短的環食帶內能看到日環食之外，月球半影覆蓋範圍內都能看到日偏食，包括中南半島東北半部、东亚除中國西部邊境外的大部分、苏联中東部和北部沿海（今俄罗斯亚洲部分除西南角外的絕大部分及欧洲部分東北半部、哈萨克斯坦東半部、吉尔吉斯斯坦東半部）、挪威本土東北角、斯瓦尔巴、阿拉斯加領地（今美国阿拉斯加州）、加拿大除東南部外的大部、美国本土西北部。
月球在其軌道上自西向東轉動，發生日食時，月球在地球表面的陰影也大多自西向東移動，而從地球上看，太陽的西側先被月球遮掩，然後逐漸向東。但此次日食發生在北半球的夏季，地軸北端向太陽方向傾斜，月球本影經過了晨昏圈最北端附近的區域，因而在整個偽本影經過的環食帶，以及一部分被半影覆蓋、看到日偏食的區域內，月影在地表自東向西移動，地面上看到的太陽東側最先被月球遮掩。環食帶及亚洲的日偏食區域內的日食發生在4月30日，而北美洲部分則在4月29日看到日偏食，更有欧洲北部一部分處於極晝地區的日偏食在4月29日子夜前不久開始，在4月30日凌晨結束。
整個20世紀只有5次月影軸線未經過地球而本影或偽本影擦過地球一端的日食，包括2次日環食和3次日全食。上一次是1950年3月18日的日環食，而下次則恰好是同一年的1957年10月23日的日全食。

### 基本參數
- 類型：日環食
- 食甚中心處（位於苏联莫曼斯克州東北約230公里的巴倫支海）資料：
  - 時間：1957年4月30日0:04:55.9
  - 地點：70°36.7′N 40°14.8′E / 70.6117°N 40.2467°E
  - 食分：0.9799（環食帶內最大）

## 相關的日食

### 1957-1960年的日食
月球交替位於相對的月球交點時，以半個交點年（食年），即約177天又4小時間隔出現下列日食。
| 降交點   | 降交點                   |          | 升交點                   | 升交點 |
| 沙羅週期 | 地圖                     | 沙羅週期 | 地圖                     |        |
| 118      | 1957年4月30日 環食       | 123      | 1957年10月23日 全食      |        |
| 128      | 1958年4月19日 環食       | 133      | 1958年10月12日 全食      |        |
| 138      | 1959年4月8日 環食        | 143      | 1959年10月2日 全食       |        |
| 148      | 1960年3月27日 偏食（南） | 153      | 1960年9月20日 偏食（北） |        |

### 沙羅周期
沙羅周期長度為18年11天。本次日食屬於沙羅周期118，共包含72次日食，依次為803年5月24日至929年8月7日的8次日偏食、947年8月19日至1650年10月25日的40次日全食、1668年11月4日至1686年11月15日的2次全環食（亦稱混合食）、1704年11月27日至1957年4月30日的15次日環食、1975年5月11日至2083年7月15日的7次日偏食，總共歷時1280.14年。其中最長的全食發生於1398年5月16日，共持續了6分59秒。
下表列舉了1901年至2100年間發生的屬於該周期的日食，是第62至72次：
| 62            | 63            | 64            |
| ------------- | ------------- | ------------- |
| 1903年3月29日 | 1921年4月8日  | 1939年4月19日 |
| 65            | 66            | 67            |
| 1957年4月30日 | 1975年5月11日 | 1993年5月21日 |
| 68            | 69            | 70            |
| 2011年6月1日  | 2029年6月12日 | 2047年6月23日 |
| 71            | 72            |               |
| 2065年7月3日  | 2083年7月15日 |               |

## 資料來源
1. ↑  樊忠玉. . 中国天文科普网.   [2016-03-22]. （原始内容存档于2014-09-17）.
2. 1 2  Fred Espenak. . NASA Eclipse Web Site.   [2016-03-22]. （原始内容存档于2020-10-23）.（英文）
3. ↑  Fred Espenak. . NASA Eclipse Web Site.   [2016-03-22]. （原始内容存档于2020-10-24）.（英文）
4. ↑  Xavier M. Jubier. .   [2016-03-22]. （原始内容存档于2016-10-26）.（法文）（英文）
5. 1 2  Fred Espenak. . NASA Eclipse Web Site.   [2016-03-22]. （原始内容存档于2008-08-29）.（英文）
6. ↑  Fred Espenak. . NASA Eclipse Web Site.（英文）

## 外部連結
- NASA日食專頁（页面存档备份，存于）（英文）
- 可見區域圖和時間統計：由弗雷德·埃斯佩纳克做出的日食預報，NASA/GSFC
  - Google互動地圖呈現的日食範圍
  - 貝塞爾元素
- Google地圖顯示的日環食和日偏食範圍（页面存档备份，存于）（法文）（英文）

| \| \| 日食 \|                             |                              |                                            |
| 上一次日食： 1956年12月2日日食 （日偏食） | 1957年4月30日日食 （日環食） | 下一次日食： 1957年10月23日日食 （日全食） |
| 上一次日環食： 1955年12月14日日食         | 1957年4月30日日食 （日環食） | 下一次日環食： 1958年4月19日日食           |
|                                           | 日食                         |                                            |